# أكسيتينيب
أكسيتينيب (AG013736، الاسم التجاري إينليتا Inlyta) هو مثبط التيروسين كيناز تم تطويره من قبل شركة فايزر. والتي إتضح أنها تمنع نمو سرطان الثدي في الحيوانات (نقل الأعضاء بين الكائنات الحية) حيث أظهرت بعض النماذج التجريبية استجابات جزئية في التجارب السريرية بالنسبة لسرطان الخلايا الكلوية (RCC) وأنواع أخرى من الأورام.
تمت الموافقة عليه بالنسبة لـ (RCC) من قبل إدارة الغذاء والدواء الأمريكية بعد أن أظهر زيادة بسيطة بقيا بدون تقدم، بالرغم من وجود تقارير عن الآثار السلبية المميتة.

## الموافقات والمؤشرات

### سرطان الخلايا الكلوية
تمت الموافقة على إستخدامه كعلاج لسرطان الخلايا الكلوية من الولايات المتحدة إدارة الغذاء والدواء (27 يناير 2012)، وكالة الأدوية الأوروبية (13 سبتمبر 2012)، الوكالة التنظيمية للأدوية ومنتجات الرعاية الصحية (3 سبتمبر 2012)، وإدارة المنتجات الطبية الأسترالية (26 يوليو 2012).

## التجارب السريرية
أظهرت المرحلة الثانية من التجارب السريرية استجابة جيدة في الجمع بين العلاج الكميائي مع جيمسيتابين لسرطان البنكرياس المتقدم. وذكرت شركة فايزر في 30 يناير، 2009 أن المرحلة الثالثة من التجارب السريرية للدواء عندما تستخدم بالاقتران مع جيمسيتابين لم تظهر أي أدلة على زيادة معدلات البقاء. تحسنت النتائج خلال العلاج باستخدام جيمسيتابين وحده لسرطان البنكرياس المتقدم.
في عام 2010 أظهرت تجربة المرحلة الثالثة لسرطان الخلايا الكلوية المنتشر الذي سبق علاجه (mRCC) تمديد بقاء بشكل ملحوظ بدون تطور عند مقارنته مع سورافينيب. في ديسمبر 2011، اللجنة الاستشارية لأدوية الأورام (ODAC) حصلت على تصويت بالإجماع على توصية تفيد بأن إدارة الأغذية والأدوية الأمريكية توافق على أكسيتينيب لعلاج المرضى الذين يعانون من المرحلة الثانية من سرطان الخلايا الكلوية المتقدم (RCC)، وذلك استنادا إلى نتائج المرحلة الثالثة من التجارب المقارنة بين أكسيتينيب وسورافينيب. وتم أيضا تجربته في تركيبة مع (مثبط أي أل كي 1 دالانتيرسيبت، ALK1 inhibitor dalantercept).
وأظهرت الدراسة التي نشرت في عام  2015 أن أكسيتينيب يمنع فعليا تحور الجين (كروموسوم فيلادلفيا، BCR-ABL1) الشائع في سرطانات ابيضاض الدم النقوي المزمن وابيضاض الدم الليمفاوي الحاد التي أصبحت مقاومة لأخرى مثبطات التيروزين كيناز مثل إيماتينب. هذا واحد من الأمثلة الأولى على مؤشر جديد للقائمة الدواءالتي يتم اكتشافها عن طريق فحص الأدوية المعروفة باستخدام خلايا المريض نفسه.

## موانع الاستعمال
المانع الوحيد لأكسيتينيب هو فرط الحساسية لأكسيتينيب.
وتشمل التحذيرات:
- ارتفاع ضغط الدم
- أنشطة الانسداد التجلطي (على حد سواء الوريدية والشريانية)
- الأنشطة النزفية (بما في ذلك النزيف الدماغي)
- ثقب معدي معوي وناسور
- وظيفة الغدة الدرقية، ينصح أن يتم قياس وظيفة الغدة الدرقية في البداية ثم بشكل دوري خلال فترة العلاج بأكسيتينيب.
- إيقاف العلاج قبل 24 ساعة من عملية جراحية بسبب التغيرات المحتملة في تخثر الدم
- بيلة بروتينية، ينصح أن يينم مراقبة بيلة بروتينية في البداية ثم بشكل دوري أثناء العلاج
- إفادت انزيمات الكبد مرتفعة، وينصح ب AST، ALT والبيليروبين ومراقبتها بانتظام خلال فترة العلاج بأكسيتينيب
- يحتاج الاختلال الكبدي معتدل خفض الجرعة

## الآثار الجانبية
الاسهال وارتفاع ضغط الدم، والتعب، وفقدان الشهية، والغثيان، وخلل النطق، ومتلازمة اليد والقدم (حمامى النهايات الناجم عن العلاج الكيميائي)، وانخفاض الوزن، والتقيؤ، والوهن، والإمساك هي الآثار الجانبية الأكثر شيوعا التي تحدث عند أكثر من 20٪ من المرضى.

## التفاعلات
التناول المتزامن مع مثبطات قوية سيتوكروم 3A4 / سيتوكروم 3A5 والتي ينبغي تجنبها إذا كان ذلك ممكنا لأنها قد تقلل إزالة البلازما عن أكسيتينيب.

## آلية العمل
ويعتقد أن لآلية الأساسية للعمل أن يكون بطانة الاوعية الدموية مستقبلات عوامل 1-3، كتلة التمايز 117 (c-KIT) والصفائح المستمدة عوامل النمو المستقبلة (مثبطات PDGFR)، هذا، بدوره، يتيح لها منع توليد الأوعية الدموية (تشكيل الأوعية الدموية الجديدة من قبل الأورام).
كما اقترح أنه قد تعمل عن طريق تحفز الالتهام الذاتي، حيث أن بعض مثبطات التيروزين كيناز الأخرى، مثل سورافينيب.
وقد تبين أيضا أن ربط (في التشكل مختلفة عن عامل نمو بطانة الاوعية ملزمة) دمج البروتين BCR-ABL يعرقل بشكل خاص T315I الإسوي (isoform) المتحول المقاوم للأدوية.
| بروتين | IC50 (nM) |
| ------ | --------- |
| VEGFR1 | 0.1       |
| VEGFR2 | 0.2       |
| VEGFR3 | 0.1-0.3   |
| PDGFR  | 1.6       |
| c-KIT  | 1.7       |

## الدوائية
| التوافر البيولوجي | Tmax          | Cmax       | AUC         | Vd    | ربط بروتيني | الأنزيمات الإستقلابية                                            | t1/2          | طرق إفراز                 |
| ----------------- | ------------- | ---------- | ----------- | ----- | ----------- | ---------------------------------------------------------------- | ------------- | ------------------------- |
| 58٪               | 2.5-4.1 ساعات | 27.8 ng/mL | 265 ng•h/mL | 160 L | >99٪        | غالبا CYP3A4 و CYP3A5. ومساهمات أقل من CYP1A2 و CYP2C19 و UGT1A1 | 2.5-6.1 ساعات | البراز (41٪), البول (23٪) |